# Комиссия по азартным играм Невады
Комиссия по азартным играм Невады (англ. Nevada Gaming Commission) (Комиссия, NGC) — государственное правительственное агентство, участвующее в регулировании деятельности казино штата. Комиссия является одним из основных регуляторов индустрии азарта в Неваде, действует в тесном сотрудничестве с Советом Невады по Контролю за Играми (Nevada Gaming Control Board).

## История создания
Комиссия по азартным играм Невады была создана в 1959 году. Идея организации NGC принадлежит членам Законодательного собрания штата. Сформированная в формате правительственного государственного агентства, Комиссия Gaming Nevada действует на основе закона «О контроле за играми» и специализируется в регулировании сегмента азартных развлечений штата.
В состав членов Комиссии входит пять человек, включая Председателя. Кандидатуры представителей организации назначаются губернатором штата на четырехлетний срок. Допускается их повторное назначение на должность.

## Действующий состав Комиссии по азартным играм Невады
Последнее назначение членов NGC, многие из которых не впервые выполняют должностные обязанности представителей организации, состоялось в 2012 году. В состав вошли:
- Антонио Аламо (Antonio Alamo), доктор медицины — Председатель NGC. Впервые доктор Аламо стал членом Комиссии в 2008 году. Повторное назначение состоялось в 2012 году. В 2014 Антонио получил статус Председателя. Комментируя повышение, губернатор Сандовал отметил «солидный опыт Тони в работе нескольких государственных комиссий, способный обеспечить плавное и эффективное регулирование игорной индустрии».
- Джон Т. Моран-младший (John T. Morgan), юрист — член Комиссии. Впервые он принял участие в работе NGC в 2004 году по назначению губернатора Гуинн. Выполнял обязанности Председателя комитета. Повторные назначения состоялись в 2008 и 2012 годах по распоряжению Джима Гиббонса и Брайана Сандовала.
- Рэндольф Таунсенд (Randolph Townsend), политик — член NGC. Впервые вошел в состав Комиссии по азартным играм Невады, однако имеет опыт работы в других подобных организациях, в частности, в Комиссии по здравоохранению и охране психического здоровья.
- Филипп Про (Philip M. Pro), судья. Вступил в состав Комиссии в декабре 2015 года по назначению губернатора Сандовала.
- Дебора (Deborah) Fuetsch, финансист. Назначение на должность члена NGC состоялось в 2016 году.

## Основные функции Комиссии по азартным играм Невады
NGC работает в сотрудничестве с Комитетом Невады по Контролю за играми. В их обязанности входит управление игорной индустрией путем строго регулирования деятельности всех лиц и ассоциаций, связанных с индустрией азарта.
К основным функциям Комиссии по азартным играм Невады относятся:
- рассмотрение, утверждение заявок на лицензирование деятельности игорных заведений;
- разработку, внедрение правил, ограничений в осуществлении работы казино;
- принятие решений, применение мер по дисциплинарным взысканиям в случае несоблюдения действующих требований игорным заведением.

Комиссия имеет право на приостановку действия и отзыв любых игровых лицензий на территории штата. Перечень казино, получивших право предоставления услуг на территории штата, и список «заблокированных» заведений представлены в соответствующих разделах официального сайта NGC.

## Основные типы лицензий
Комиссия по азартным играм Невады предоставляет многочисленные виды лицензий и разрешений в зависимости от критериев работы казино. Но в целом, их можно разделить на две основные категории:
- «ограниченные» (restricted) лицензии на осуществление деятельности казино, располагающих до 15 игровых устройств и не предоставляющих возможность развлечений в настольные игры в одном заведении.
- «безлимитные» (nonrestricted) лицензии, выдаваемые операторам, в заведениях которых установлено более 16 игровых автоматов и могут быть представлены другие виды азартных игр.

## Месторасположение офиса
На сегодняшний день офис NGC базируется в Карсон Сити, College Parkway, Невада. Обязанности исполнительного секретаря исполняет Мари Белл (Marie Bell). Контактные данные для связи представлены на странице сайта Комиссии по азартным играм Невады.

## Публикации
- «Правила Игры в Неваде» (PDF). Архивировано из оригинального (PDF) на 2007-08-17 . Получено 2007-08-17
- Las Vegas Sun."Д-р Тони Аламо присоединяется к Nevada Gaming Commission"
- Поправки к правилам